# 12214 Miroshnikov
12214 Miroshnikov eller 1981 RF2 är en asteroid i huvudbältet som upptäcktes den 7 september 1981 av den rysk-sovjetiska astronomen Ljudmila Karatjkina vid Krims astrofysiska observatorium på Krim. Den är uppkallad efter Mikhail Mikhailovich Miroshnikov.
Asteroiden har en diameter på ungefär 22 kilometer.